# Telagh
Telagh (în arabă تلاغ) este o comună din provincia Sidi Bel Abbès, Algeria.
Populația comunei este de 24.594 locuitori (2008).